# Gennes (Doubs)
Gennes ist eine französische Gemeinde mit 676 Einwohnern (Stand: 1. Januar 2022) im Département Doubs in der Region Bourgogne-Franche-Comté. Sie gehört zum Arrondissement Besançon und ist Mitglied im Gemeindeverband Grand Besançon Métropole. Die Bewohner werden Genniers und Gennières genannt.

## Geographie
Gennes liegt auf 405 m, etwa sieben Kilometer östlich der Stadt Besançon (Luftlinie). Das Dorf erstreckt sich im westlichen Jura, auf dem sogenannten ersten Plateau am nördlichen Rand des Beckens von Saône, am Fuß der Jura-Randkette (Côte).
Die Fläche des 7,18 km² großen Gemeindegebiets umfasst einen Abschnitt des westlichen französischen Juras. Der südliche Teil des Gebietes wird vom breiten ersten Juraplateau eingenommen, das durchschnittlich auf 400 m liegt. Es bildet ein weites Becken ohne oberirdischen Abfluss, weil das Niederschlagswasser im verkarsteten Untergrund versickert. Im Bereich von Gennes ist das Plateau überwiegend von Acker- und Wiesland bestanden, nach Osten reicht der Gemeindeboden in das Waldgebiet Bois de Faule. Im Südwesten liegt das ausgedehnte Sumpfgebiet Marais de Saône, an dem Gennes jedoch nur einen unbedeutenden Anteil hat. Nach Norden erstreckt sich das Gemeindeareal auf den langgezogenen, bewaldeten Höhenrücken der Côte du Vernoi, der das Plateau vom angrenzenden Doubstal trennt. Hier wird mit 563 m die höchste Erhebung von Gennes erreicht.
Zu Gennes gehört der Weiler La Ramée (420 m) auf dem Plateau südlich des Bois de Faule. Nachbargemeinden von Gennes sind Chalèze und Vaire im Norden, Nancray im Osten, La Chevillotte und Saône im Süden sowie Montfaucon im Westen.

## Geschichte
Überreste aus vorgeschichtlicher Zeit in Höhlen bei Gennes weisen auf eine sehr frühe Besiedlung des Gemeindegebietes hin. Im Mittelalter gehörte Naisey zur Herrschaft Montfaucon. Zusammen mit der Franche-Comté gelangte das Dorf mit dem Frieden von Nimwegen 1678 an Frankreich.

## Sehenswürdigkeiten

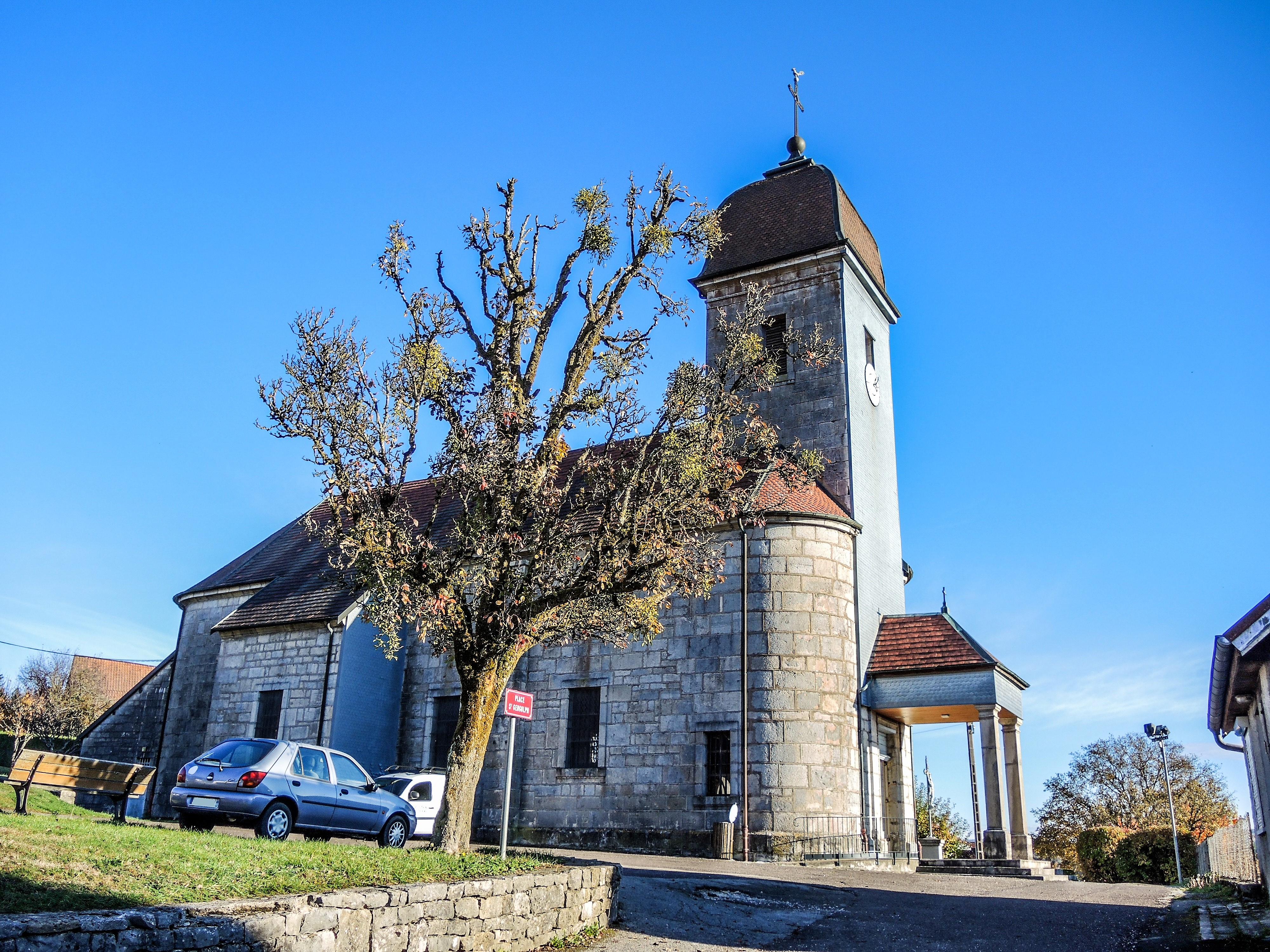
Kirche Saint-Gengoult

- Die Kirche Saint-Gengoult wurde 1771 im klassizistischen Stil errichtet.
- Aus dem 19. Jahrhundert stammt das Gemeindehaus.
- Im Ortskern sind verschiedene Bauernhäuser im charakteristischen Stil der Franche-Comté aus dem 17. bis 19. Jahrhundert erhalten.
- Im Weiler La Ramée befindet sich eine kleine Kapelle.
- Gennes verfügt über einen Botanischen Garten.

## Bevölkerung
| Jahr                       | 1962 | 1968 | 1975 | 1982 | 1990 | 1999 | 2004 | 2018 |
| Einwohner                  | 156  | 174  | 293  | 375  | 501  | 570  | 632  | 681  |
| Quellen: Cassini und INSEE |      |      |      |      |      |      |      |      |

Mit 676 Einwohnern (Stand 1. Januar 2022) gehört Gennes zu den kleinen Gemeinden des Départements Doubs. Nachdem die Einwohnerzahl in der ersten Hälfte des 20. Jahrhunderts abgenommen hatte (1881 wurden noch 269 Personen gezählt), wurde seit Beginn der 1970er Jahre wieder ein markantes Bevölkerungswachstum verzeichnet. Seither hat sich die Einwohnerzahl mehr als verdreifacht.

## Wirtschaft und Infrastruktur
Gennes war bis weit ins 20. Jahrhundert hinein ein vorwiegend durch die Landwirtschaft (Ackerbau, Obstbau und Viehzucht) und die Forstwirtschaft geprägtes Dorf. Daneben gibt es heute einige Betriebe des lokalen Kleingewerbes, darunter eine Sägerei und ein Kraftwerk. Mittlerweile hat sich das Dorf auch zu einer Wohngemeinde gewandelt. Viele Erwerbstätige sind Wegpendler, die in der Agglomeration Besançon ihrer Arbeit nachgehen.
Die Ortschaft liegt abseits der größeren Durchgangsstraßen nahe einer Departementsstraße, die von Besançon nach Sancey-le-Grand führt. Eine weitere Straßenverbindung besteht mit Saône.